# Јегелебен
Јегелебен (њем. Jeggeleben) општина је у њемачкој савезној држави Саксонија-Анхалт. Једно је од 40 општинских средишта округа Алтмарк Салцведел. Према процјени из 2010. у општини је живјело 425 становника. Посједује регионалну шифру (AGS) 15081210.

## Географски и демографски подаци
Јегелебен се налази у савезној држави Саксонија-Анхалт у округу Алтмарк Салцведел. Општина се налази на надморској висини од 59 метара. Површина општине износи 19,6 km². У самом мјесту је, према процјени из 2010. године, живјело 425 становника. Просјечна густина становништва износи 22 становника/km².